# Кончаниця
Конча́ниця (хорв. Končanica, чеськ. Končenice) — містечко і громада в Хорватії, у області Славонія, адміністративно належить до Беловарсько-Білогорської жупанії. Населення становить 2824 осіб, з них 46,7 % чехів і 40,6 % хорватів (перепис 2001).

## Адміністративний центр
У самому містечку Кончаниця населення за роками розподілилося так:
- 2001 — 986
- 1993 — 1095 (чехи — 883, хорвати — 173, решта — 29)
- 1991 — 1153 (чехи — 895, хорвати — 168, серби — 8, решта — 82)
- 1981 — 1268 (чехи — 937, югослави — 173, хорвати — 97, серби — 22)
- 1971 — 1438 (хорвати — 135, серби — 14, югослави — 1, чехи — 1266)
- 1961 — 1583 (чехи — 1406, хорвати — 147, решта — 30)
- 1953 — 1661 (чехи — 1530)
- 1948 — 1584 (чехи — 1460)
- 1931 —1713 (чехи — 1633)
- 1921 — 1792 (чехи — 1650)
- 1910 — 1651 (чехи — 1524)
- 1900 — 1313
- 1890 — 1248
- 1880 — 995
- 1869 — 1041
- 1857 — 707 (чехи — 694)

## Історія
Наприкінці ХІХ — на початку ХХ століття, Кончаниця входила до складу Пожезької жупанії Королівства Хорватії і Славонії.

## Культура
У містечку діє культурно-мистецьке товариство етнічних чехів «Чеська беседа», засноване в 1932 році.

## Населені пункти
Крім поселення Кончаниця, до громади також входять:
- Бориш
- Брестовацька Брда
- Даруварський Брестоваць
- Діош
- Імсоваць
- Откопи
- Стражанаць
- Шупля Липа